# Seznam protioklepnih raketnih orožij z nevodljivimi izstrelki
Seznam protioklepnih raketnih orožij z nevodljivimi izstrelki.

## Seznam

### A
- APILAS (Francija)
- Armbrust (Nemčija)
- AT4 (Švedska)

### B
- B-300 (Izrael)
- Bofors AT12-T (Švedska)

### C
- C90 (Španija)
- Carl Gustav (protioklepno orožje) (Švedska)

### M
- M72 LAW (ZDA)
- M-57 (Jugoslavija)
- M-71 Partizan (Jugoslavija)
- M-79 Osa (Jugoslavija)
- M-80 zolja (Jugoslavija)
- M-90 sršen (Jugoslavija)

### L
- LAW 80 (ZDA)
- LAW M72 (ZDA)

### P
- Panzerfaust-3 (Nemčija)

### R
- RPG-7 (Sovjetska zveza)
- RPG-18 (Rusija)
- RPG-29 (Rusija)
- RPO-A šmelj (Rusija)

### W
- Wasp (Francija)